# Model 1841 6-pounder Gun
Model 1841 6-pounder Gun, также известное как «Шестифунтовое орудие» (6-pdr. Gun), представляло собой гладкоствольное бронзовое орудие, разработанное во США в 1841 году. Орудие массово использовалось во время Мексиканской войны. Во время Гражданской войны федеральная армия использовала эти орудия только в начале войны, армия Конфедерации на востоке — до середины 1863 года, а на Западе — до конца войны.